# ويم فان دير ليندن
ويم فان دير ليندن (بالهولندية: Wim van der Linden) هو مصور ومخرج هولندي، ولد في 1941 في أمستردام في هولندا، وتوفي في 4 أبريل 2001 في ميامي في الولايات المتحدة.

## وصلات خارجية
- ويم فان دير ليندن على موقع IMDb (الإنجليزية)
- ويم فان دير ليندن على موقع قاعدة بيانات الفيلم (الإنجليزية)
- ويم فان دير ليندن على موقع كينوبويسك (الروسية)